# Récompenses des Mavericks de Dallas
Les Mavericks de Dallas sont une franchise de basket-ball américaine évoluant dans la National Basketball Association. Cet article regroupe l'ensemble des récompenses des Mavericks de Dallas durant les saisons NBA.

## Titres de l'équipe

### Champion NBA
Les Mavericks ont remporté un titre NBA : 2011.

### Champion de conférence
Ils ont remporté 3 titres de champion de la Conférence Ouest : 2006, 2011 et 2024.

### Champion de division
Les Mavericks ont été 5 fois champion de leur division : 1987, 2007, 2010, 2021 et 2024.
Ces 4 titres se répartissent en un titre de la division Midwest et 4 titres de la division Sud-Ouest.

## Titres individuels

### MVP
- Dirk Nowitzki – 2007

### MVP des Finales
- Dirk Nowitzki – 2011

### MVP de la finale de la Conférence Ouest
- Luka Dončić – 2024

### Rookie de l'année
- Jason Kidd – 1995
- Luka Dončić – 2019

### 6ème homme de l'année
- Roy Tarpley – 1988
- Antawn Jamison – 2004
- Jason Terry – 2009

### Entraîneur de l'année
- Avery Johnson – 2006

### NBA Sportsmanship Award
- Jason Kidd − 2012

### Twyman–Stokes Teammate of the Year
- Dirk Nowitzki – 2017

### J. Walter Kennedy Citizenship Award
- J. J. Barea − 2018

### NBA Community Assist Award
- Dwight Powell – 2020

### Kareem Abdul-Jabbar Social Justice Champion Award
- Reggie Bullock – 2022

## Hall of Fame

### Joueurs
8 hommes ayant joué aux Mavericks principalement, ou de façon significative pendant leur carrière ont été introduits au Basketball Hall of Fame (également appelé Naismith Memorial Basketball Hall of Fame).
| Joueur         | Activité aux Mavericks | Activité aux Mavericks | Hall of Fame        |
| Joueur         | Années                 | Titres avec Dallas     | Année intronisation |
| -------------- | ---------------------- | ---------------------- | ------------------- |
| Alex English   | 1990–1991              | 0                      | 1997                |
| Adrian Dantley | 1989–1990              | 0                      | 2008                |
| Dennis Rodman  | 2000                   | 0                      | 2011                |
| Jason Kidd     | 1994–1996 2008–2012    | 1                      | 2018                |
| Steve Nash     | 1998–2004              | 0                      | 2018                |
| Tim Hardaway   | 2001–2002              | 0                      | 2022                |
| Dirk Nowitzki  | 1998–2019              | 1                      | 2023                |
| Vince Carter   | 2011–2014              | 0                      | 2024                |

### Entraineurs, managers et contributeurs
| Personnalité | Activité aux Mavericks | Activité aux Mavericks | Activité aux Mavericks | Hall of Fame        | Hall of Fame |
| Personnalité | Années                 | Titres avec Dallas     | Fonction               | Année intronisation | Qualité      |
| ------------ | ---------------------- | ---------------------- | ---------------------- | ------------------- | ------------ |
| Don Nelson   | 1997–2005              | 0                      | entraîneur             | 2012                | entraîneur   |

## Maillots retirés
Les maillots retirés de la franchise des Mavericks sont les suivants :
- 12 - Derek Harper
- 15 - Brad Davis
- 22 - Rolando Blackman
- 24 - Kobe Bryant, n'a jamais joué pour les Mavericks mais son maillot a été retiré en son honneur à la suite d'un accident d'hélicoptère[11].
- 41 - Dirk Nowitzki

## Récompenses du All-Star Week-End

### Sélections au All-Star Game
Liste des joueurs sélectionnés pour le All-Star Game, en tant que joueur des Mavericks de Dallas :
- Mark Aguirre (x3) – 1984, 1987, 1988
- Rolando Blackman (x4) – 1985, 1986, 1987, 1990
- James Donaldson – 1988
- Jason Kidd (x2) – 1996, 2010
- Chris Gatling – 1997
- Michael Finley (x2) – 2000, 2001
- Steve Nash (x2) – 2002, 2003
- Dirk Nowitzki (x14) – 2002, 2003, 2004, 2005, 2006, 2007, 2008, 2009, 2010, 2011, 2012, 2014, 2015, 2019
- Josh Howard – 2007
- Luka Dončić (x5) – 2020, 2021, 2022, 2023, 2024
- Anthony Davis – 2025
- Kyrie Irving – 2025

### Entraîneur au All-Star Game
- Don Nelson – 2002
- Avery Johnson – 2006

### Vainqueur du concours à 3 points
- Dirk Nowitzki – 2006

## Distinctions en fin d'année

### All-NBA Team

#### All-NBA First Team
- Dirk Nowitzki (x4) – 2005, 2006, 2007, 2009
- Luka Dončić (x5) – 2020, 2021, 2022, 2023, 2024

#### All-NBA Second Team
- Dirk Nowitzki (x5) – 2002, 2003, 2008, 2010, 2011

#### All-NBA Third Team
- Dirk Nowitzki (x3) – 2001, 2004, 2012
- Steve Nash (x2) – 2002, 2003

### NBA All-Rookie Team

#### NBA All-Rookie First Team
- Jay Vincent – 1982
- Sam Perkins – 1984
- Roy Tarpley – 1987
- Jamal Mashburn – 1994
- Jason Kidd – 1995
- Luka Dončić – 2019

#### NBA All-Rookie Second Team
- Josh Howard – 2004
- Marquis Daniels – 2004
- Yogi Ferrell – 2017
- Dennis Smith Jr. – 2018
- Dereck Lively II – 2024

### NBA All-Defensive Team

#### NBA All-Defensive Second Team
- Derek Harper (x2) – 1987, 1990
- Tyson Chandler – 2011